# Copelatus nilssoni
Copelatus nilssoni är en skalbaggsart som beskrevs av Wewalka 1982. Copelatus nilssoni ingår i släktet Copelatus och familjen dykare. Inga underarter finns listade i Catalogue of Life.